# Bythites islandicus
Bythites islandicus är en fiskart som beskrevs av Nielsen och Cohen, 1973. Bythites islandicus ingår i släktet Bythites och familjen Bythitidae. Inga underarter finns listade.